# 1806 na arte

## Nascimentos
| Data        | Nome                    | Profissão           | Nacionalidade | Observações | Ref   |
| ----------- | ----------------------- | ------------------- | ------------- | ----------- | ----- |
| 8 de março  | Antonio María Esquivel  | pintor              | Espanha       | m. 1857     | [ 1 ] |
| 16 de abril | Théodore Alphonse Galot | pintor e desenhista | França        | m. 1866     |       |